# Власть закона (телесериал)
«Власть закона» (англ. The Chicago Code) — американский телевизионный сериал в жанре криминальной драмы, транслировался с 7 февраля по 23 мая 2011 года на телеканале Fox, был отменён после первого сезона. Автором сериала является Шон Райан, известный по работе над сериалом «Щит».

## Сюжет
Главными героями сериала являются офицеры полицейского департамента Чикаго, которые борются с преступностью на улицах и пытаются покончить с коррупцией в городском совете. Новый начальник полиции и первая женщина на этом посту, Тереза Колвин, вступает в схватку с олдерменом Гиббонсом, который тайно сотрудничает с ирландской мафией. Понимая, что в этом деле она может рассчитывать только на проверенных людей, Колвин поручает расследование своему бывшему напарнику и опытному детективу Джереку Высоцки, отличающемуся непростым характером. Ему помогает его новый напарник Калеб Эверс и внедрённый в ряды мафии офицер под прикрытием Крис Коллир.

## Персонажи
- Джерек Высоцки (Джейсон Кларк) — опытный детектив из отдела по расследованию убийств, который из-за непростого характера и высоких требований долгое время не мог найти себе напарника. Раньше напарницей Высоки была Тереза Колвин, с которой у него сохранились дружеские отношения. Джерек разведён, но всё ещё тайно встречается с бывшей женой, хотя и обручён с молодой красавицей.
- Тереза Колвин (Дженнифер Билз) — первая женщина на посту начальника полиции Чикаго. Она взяла на себя миссию по очистке города от коррумпированных чиновников.
- Калеб Эверс (Мэтт Лауриа) — молодой и талантливый детектив, назначенный напарником Высоки.
- Вонда Высоцки (Девин Келли) — племянница Джерека, недавно окончившая полицейскую академию и работающая патрульным офицером.
- Айзек Джойнер (Тодд Уильямс[англ.]) — напарник Вонды, молодой и амбициозный офицер.
- Крис Коллир (Билли Лаш) — офицер полиции, внедрённый в ряды ирландской мафии под именем Лайама Хеннесси.
- Ронин Гиббонс (Делрой Линдо) — влиятельный член городского совета Чикаго, втайне сотрудничающий с ирландской мафией.